# Walnut Hill (Tennessee)
Walnut Hill – jednostka osadnicza w Stanach Zjednoczonych, w stanie Tennessee, w hrabstwie Sullivan.